# Ungeschminkt (Film)
Ungeschminkt ist ein deutscher Fernsehfilm aus dem Jahr 2024 von Regisseur Dirk Kummer nach einem Drehbuch von Uli Brée mit Adele Neuhauser, Eva Mattes, Hayal Kaya und Ulrich Noethen.

## Handlung
Josefa Beckmann wurde als Josef Gschwendt geboren und verließ vor Jahrzehnten im Streit ihr Heimatdorf Distlfing. Damals war sie als Josef mit Petra verheiratet. Mittlerweile lebt Josefa mit ihrem Ehemann Magnus zusammen in einer Stadtwohnung. Nach dem Tod ihrer Mutter Gertrud Gschwendt ist sie deren Alleinerbin, obwohl Josefa seit 35 Jahren keinen Kontakt mit ihren Eltern hatte. Ihr Vater war bereits vor zehn Jahren gestorben und hatte an Petra vererbt.
Josefa kehrt nach Distlfing zurück. Ihre dortige Unterkunft wird von einer alten Bekannten, Sabine Jäger, betrieben. Norbert Blume war damals Josefs bester Freund, von ihm wird sie herzlich aufgenommen. Allerdings stellt er ihr die Frage, warum sie damals auch mit ihm gebrochen hat. Josefa rechtfertigt sich damit, dass sie alle Erinnerungen an damals löschen wollte.
Petra möchte mit Josefa genau wie damals zunächst nicht sprechen. Josefa hatte ihr damals die unterschriebenen Scheidungsunterlagen kommentarlos zurückgeschickt, weil bis vor 15 Jahren Leute wie Josefa vom Gesetz her verpflichtet waren, sich scheiden zu lassen. Im Haus ihrer Eltern wird Josefa mit Erinnerungen an ihr früheres Leben konfrontiert. Beim Tod ihrer Eltern selbst wurde Josefa von niemandem benachrichtigt. Blume war bis zu deren Tod vor zwei Jahren mit Claudia verheiratet, mittlerweile ist er mit Petra in einer Beziehung.
Unterstützung erhält Josefa von ihrer Freundin, der Zahnärztin Antonia, die ihr einige Zeit später nach Distlfing nachreist. Petra erzählt Josefa, dass sie damals mit ihr mitgegangen wäre. Laut Josefa wäre das allerdings nicht möglich gewesen und die Scheidung war vom Gesetz vorgeschrieben.
Nach einem Treppensturz wird Josefa ins Krankenhaus eingeliefert, wo sie eine Nacht zur Beobachtung verbringt. Dort erzählt sie Antonia von einem Kostümfest mit Blume, seiner Freundin Claudia, Petra und Josef und Kostümen aus The Rocky Horror Picture Show. Danach ist es zum Streit zwischen Josef und seinem Vater gekommen. Der stürzte dabei über dieselbe Treppe und saß seitdem im Rollstuhl. Josef hat damals alle Sachen gepackt und ist abgehauen. Magnus holt sie aus dem Krankenhaus ab und möchte sie in die Stadt zurückbringen. Josefa beschließt allerdings, in Distlfing zu bleiben, Magnus kehrt alleine zurück.
Bei ihrer geplanten Abreise findet Josefa zufällig heraus, dass sie mit Petra einen gemeinsamen Sohn Jakob und eine Enkeltochter Billy hat. Petra hatte ihr dies über Jahre verschwiegen. Jakob wurde erzählt, dass sein Großvater vom Silo gefallen war und deshalb im Rollstuhl saß. Billy meint schließlich zu ihrem Vater, dass sie jetzt zwei Großmütter und er zwei Mütter hat.

## Produktion und Hintergrund
Die Dreharbeiten fanden vom 4. Mai bis zum 2. Juni 2023 in München und Umgebung statt. Produziert wurde der Film von der Bavaria Fiction (Produzentin Anna Oeller, Producerin Luisa Lioi) im Auftrag des Bayerischen und des Österreichischen Rundfunks.
Die Kamera führten Joe Berger und Alex Püringer, die Musik schrieb Johannes Repka, die Montage verantworteten Jens Müller und Thomas Krause und das Casting Siegfried Wagner. Das Kostümbild gestaltete Katja Krannich, das Szenenbild Debora Reischmann, den Ton Gunnar Voigt und Markus Sternbauer und die Maske Mechthild Schmitt und Amelie Hartwig.
Hauptdarstellerin Adele Neuhauser stand zuvor 2020 für die ORF/BR-Komödie Faltenfrei unter der Regie von Dirk Kummer nach einem Drehbuch von Uli Brée vor der Kamera.
Als Sensitivity-Beraterin fungierte Julia Monro.

## Veröffentlichung
Premiere war am 5. Juli 2024 am Filmfest München in der Reihe Neues Deutsches Fernsehen.
In der ARD Mediathek wurde der Film am 6. November veröffentlicht und auf ORF ON am 12. November 2024. Im ORF sowie im Rahmen des FilmMittwochs im Ersten wurde der Film am 13. November 2024 erstmals ausgestrahlt.

## Rezeption

### Kritiken
Rainer Tittelbach vergab auf tittelbach.tv fünf von sechs Sternen. Besonders gelungen sei das Wechselspiel zwischen introspektiven Solo-Szenen und emotional intensiven Gesprächspassagen. Es komme nicht oft vor, dass man Dialoge in einem Fernsehfilm so gebannt verfolge. Die exzellenten Schauspieler würden mit dazu beitragen.
Oliver Armknecht bewertete die Produktion auf film-rezensionen.de mit sechs von zehn Punkten. Das Drama gefalle durch eine vielschichtige Hauptfigur, arbeite aber anderweitig mit Klischees. Außerdem habe es Probleme dabei, die Geschichte zu entwickeln, und wolle lieber große Enthüllungen als Detailarbeit.
Ursula Scheer meinte in der Frankfurter Allgemeinen Zeitung, dass der Film mit Adele Neuhauser schon fast alles richtig mache. Bis auf den toten Vater der Protagonistin werde keine Figur als böswillig gezeichnet, alle seien auf unterschiedliche Weise überfordert (gewesen). Im Grunde gehe es weniger um Geschlechteridentität als um enttäuschte Liebe, nicht erfüllte Erwartungen und das Verzeihen. Der Film meide Klischees; die größte Dissonanz bestehe darin, dass die Hauptfigur aus Bayern stammen solle, aber mit leicht wienerischem Einschlag spreche.
Susanne Bald bezeichnete die Produktion auf Prisma.de als bewegendes Drama und starken, wichtigen Film. Adele Neuhauser sei eine Wucht. Allerdings seien 90 Minuten womöglich zu wenig, um die schwierige Aufarbeitung von Konflikten dieses Ausmaßes wirklich glaubwürdig zu erzählen.
Queer.de schrieb von einem „Gänsehaut-Film über das Transsein“. Dass der Film nicht rührselig werde, liege auch an den Dialogen, die nie abgedroschen seien.

### Einschaltquote
Die Erstausstrahlung von Ungeschminkt  am 13. November 2024 wurde in Deutschland von 2,81 Millionen Zuschauern gesehen und erreichte einen Marktanteil von 11,2 Prozent für Das Erste.
Im ORF verfolgten die Erstausstrahlung im Schnitt 644.000 Zuschauer, der Marktanteil betrug 25 Prozent.

## Auszeichnungen und Nominierungen
Filmfest München 2024
- Nominierung für den Bernd Burgemeister Fernsehpreis[8]

Festival des deutschen Films 2024
- Nominierung für den Rheingold Publikumspreis[16][17]

Biberacher Filmfestspiele 2024
- Auszeichnung mit dem Publikums-Biber[18]

New York Festivals TV & Film Awards 2025
- Gold Tower in der Kategorie Entertainment Program – Drama
- Gold Tower in der Kategorie Craft Program – Performance by an Actress (Adele Neuhauser)

Quotenmeter Fernsehpreis 2025
- Nominierung in der Kategorie Beste Darstellerin eines Fernsehfilms oder Mehrteilers (Adele Neuhauser)[20]